# Tianjin Zachodni
Tianjin Zachodni (chiński: 天津西站) – stacja kolejowa w Tiencinie, w Chińskiej Republice Ludowej. Znajduje się na linii Pekin – Szanghaj oraz trasie szybkiej kolei Pekin-Szanghaj.

## Rzobudowa
W 2008 roku rozpoczął się remont i rozbudowa dworca kolejowego, wraz z budową szybkiej kolei Pekin-Szanghaj. Po ukończeniu budowy liczba torów zwiększyła się z 13 do 24. Obejmują one 9 peronów dla szybkiej kolei. Przebudowa stacji obejmowała budowę nowych budynków: północnego i południowego, poczekalni, podziemnego placu, punktu check-in bagażu. Do dworca można dojechać autobusem, metrem (linia 1, 4, 6). Tianjin Zachodni stanie się największym węzłem komunikacyjnym w Tiencinir. Stacja została zaprojektowana przez znane międzynarodowe biura architektoniczn Gerkan, Marg and Partners i oficjalnie otwarta w lecie 2011 roku. Jest to częścią ogromnego projektu renowacji w północnej części Tiencinu, który stworzy centrum nowego osiedla mieszkaniowego i komercyjnego.